# Guarea eriorhachis
Guarea eriorhachis är en tvåhjärtbladig växtart som beskrevs av Hermann August Theodor Harms. Guarea eriorhachis ingår i släktet Guarea och familjen Meliaceae. Inga underarter finns listade i Catalogue of Life.